# Sévère Rivard

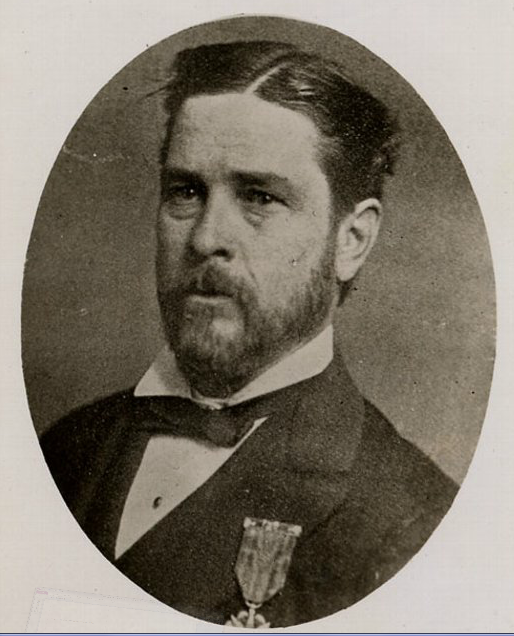
Sévère Rivard

Sévère Rivard (* 7. August 1834 in Yamachiche, Niederkanada; † 4. Februar 1888 in Montreal) war ein Französischer Kanadier. Er wirkte als Politiker und Unternehmer und war von 1879 bis 1881 Bürgermeister der Stadt Montreal.

## Biografie
Der Sohn einer Bauernfamilie erhielt seine höhere Schulbildung am Gymnasium in Nicolet. Anschließend studierte er Recht in der Kanzlei des Politikers Rodolphe Laflamme (damals existierte in der Provinz Québec noch keine Rechtsfakultät). 1859 erhielt er die Zulassung als Rechtsanwalt und eröffnete in Montreal zusammen mit einem Partner eine eigene Kanzlei. 1867 organisierte er eine Spendenkampagne, um kanadische Zuaven zur Verteidigung des Papsttums nach Rom zu entsenden; für seine Verdienste erhielt er sieben Jahre später den Piusorden. Zu Beginn der 1870er Jahre erwarb Rivard durch Grundstücksspekulationen ein großes Vermögen. Außerdem war er an einer Wollmühle in seiner Geburtsstadt und an einer Orgelmanufaktur in Montreal beteiligt. 1883 gehörte er zu den Mitbegründern der Gasversorgungsgesellschaft Citizens’ Gas Company of Montreal.
1870 wurde Rivard als Vertreter des Wahlkreises Saint-Jacques in den Montrealer Stadtrat gewählt und übernahm im darauf folgenden Jahr den Vorsitz der städtischen Beleuchtungskommission. Als Mitglied einer Sonderkommission überwachte er auch den Bau des neuen Rathauses. 1879 trat er zu den Bürgermeisterwahlen an, forderte dabei den umstrittenen Amtsinhaber Jean-Louis Beaudry heraus und schlug diesen mit 290 Stimmen Vorsprung. 1880 wurde er per Akklamation wiedergewählt. Rivards Amtszeit war geprägt von Bestrebungen, die städtischen Finanzen nach Vollendung zahlreicher Großprojekte wieder auf eine gesicherte Grundlage zu stellen. 1881 strebte er keine Wiederwahl mehr an und trat zurück. Von Oktober 1886 bis zu seinem Tod war er Mitglied des Legislativrates von Québec.